# Neavella madagascariensis
Neavella madagascariensis är en tvåvingeart som beskrevs av Chainey och Timmer 1986. Neavella madagascariensis ingår i släktet Neavella och familjen bromsar.
Artens utbredningsområde är Madagaskar. Inga underarter finns listade i Catalogue of Life.